# Ricci Luyties
Ricci Judson Luyties (Pacific Palisades, 14 de maio de 1962) é um ex-jogador de voleibol dos Estados Unidos que competiu nos Jogos Olímpicos de 1988.
Em 1988, ele fez parte do time americano que conquistou a medalha de ouro no torneio olímpico, no qual atuou em quatro partidas.